# Оларь, Андрей Андреевич
Андрей Андреевич Оларь (рум. Andrei Olari, родился 4 ноября 1988 года) — молдавский и французский регбист и игрок в регбилиг, выступавший на позиции центрового. Сын советского, молдавского и российского регбиста и игрока в регбилиг Андрея Оларя-старшего.

## Биография
Выступал в чемпионате Франции по регбилиг за клубы «Тулуз Олимпик», «Расинг Сен-Годенс» и «Вильфранш Авейрон», играл на позиции центрового. Также выступал в матчах Чемпионшипа по регбилиг. Часть сезона 2010/2011 не играл за тулузскую команду из-за травмы. В 2014 году Оларь перешёл в одесский клуб «Политехник», выступающий в чемпионате Украины по регби-15, вместе с одноклубниками Эндрю Муди и Винсентом Баблоном, проведя в чемпионате Украины по регби-7 вместе с Муди несколько игр за «Политехник».
В своё время в 2006 году привлекался в юниорскую сборную Франции по регбилиг. В 2014 году сыграл одну встречу против Польши (победа Молдовы 21:12) и был вызван также на матч против Украины.
Владеет английским, французским, румынским и русским языками.